# 경상북도산림환경연구원
경상북도산림환경연구원(慶尙北道山林環境硏究院)는 임업에 관한 기술의 연구·개발 및 보급, 국토경관보전과 환경임업에 관한 연구 및 사업시행, 산림문화교육을 위하여 설치된 경상북도청 소속기관이다. 경상북도 경주시 통일로 367에 위치하고 있다.

## 같이 보기
- 경상북도청